# Dihidrokodein
A dihidrokodein opioid analgetikum, központi támadáspontú félszintetikus köhögéscsillapító.

## Hatása
Köhögéscsillapító hatását a kodein C7-C8 kötésének telítésével nyerik. Ez a szerkezetváltoztatás növeli a vegyület köhögéscsillapító és analgetikus hatását.
A morfinnál kisebb hatáserősségű. Az agy opiát receptorain hat, csökkentve a fájdalom percepcióját és az ahhoz társuló izgalmi tüneteket. Légzésbénító hatása aequianalgetikus adagokban a morfinéhoz közelálló. Direkt hatása van a bélfalon, így obstipatiot is okoz. A kodeinhez hasonlóan pszichés vagy fizikai dependenciát válthat ki.

## Fordítás
- Ez a szócikk részben vagy egészben  a   Dihydrocodeine című angol Wikipédia-szócikk fordításán alapul.  Az eredeti cikk szerkesztőit annak laptörténete sorolja fel. Ez a jelzés csupán a megfogalmazás eredetét és a szerzői jogokat jelzi, nem szolgál a cikkben szereplő információk forrásmegjelöléseként.